# Nasty (chanson de Janet Jackson)
Pour les articles homonymes, voir Nasty.
Singles de Janet Jackson
What Have You Done for Me Lately
(1986) When I Think of You
(1986)
Pistes de Control
Control
(1) What Have You Done for Me Lately
(4)
Nasty est le second single extrait de l'album Control de la chanteuse américaine Janet Jackson. Il a été écrit par James Harris, Terry Lewis et Janet Jackson. Ce single est sorti le 15 avril 1986, a fait l'objet d'un clip et s'est classé n°1 dans le classement Hot R&B/Hip-Hop et n°3 du Billboard Hot 100. Janet a chanté cette chanson durant toutes ses tournées.

## Genèse
La chanson s'inspire de l'une de ses expériences à Minneapolis lors de l'enregistrement de Control. Un groupe d'hommes lui fait des avances près de l'hôtel où elle séjourne. « Ils étaient violents. Me menaçaient sexuellement. Au lieu de chercher à me protéger chez Jam et Lewis, je suis restée là. Je les ai dégagés. C'est comme ça que des chansons comme Nasty et What Have You Done for Me Lately sont nées, par goût d'autodéfense ».

## Accueil

### Critique
Dans le magazine Rolling Stone, Rod Hoeburger pense que Jackson « envoie un message clair : elle est toujours une jolie fille mais prête à vous remettre en place si vous la mettez sur un piédestal ». Pour William Ruhlmann d'AllMusic, Nasty est une chanson qui vaut la peine d'être citée. Eric Henderson de Slant Magazine trouve que Jackson « déclenche un feu d'artifice vocal ». Kenneth Partridge du Billboard estime qu'il s'agit d'une « humiliation proto-new jack swing agressive envers des types lubriques ».

## Liste des titres
États-Unis, Europe 7" single
A. Nasty (Edit of Remix) – 3:40
B. You'll Never Find (A Love Like Mine) – 4:08
États-Unis, Europe 12" single
Australie (édition limitée) 12" single
A1. Nasty (Extended) – 6:00
B1. Nasty (Instrumental) – 4:00
B2. Nasty (A Cappella) – 2:55
États-Unis, Europe 12" single – Cool Summer Mix Parts I and II
A. Nasty (Cool Summer Mix Part I) – 7:57
B. Nasty (Cool Summer Mix Part II) – 10:09
Royaume-Uni 12" single
A1. Nasty (Extended) – 6:00
B1. Nasty (Instrumental) – 4:00
B2. You'll Never Find (A Love Like Mine) – 4:08

## Compléments